# Xã Salem, Quận Monroe, Ohio
Xã Salem (tiếng Anh: Salem Township) là một xã thuộc quận Monroe, tiểu bang Ohio, Hoa Kỳ. Năm 2010, dân số của xã này là 1.001 người.